# Celtic Woman
Celtic Woman er en irsk musikgruppe udelukkende bestående af kvinder, som blev dannet i 2004 til et éngangarrangement i Dublin, Irland. De begyndte at turnere international som gruppe efter at være bliver spillet på PBS, hvilket hjalp dem med et gennembrud.
Celtic Woman udgav deres debutalbum Celtic Woman i 2004, og siden har de udgivet mere end 20 albums og solgt over 9 millioner eksemplarer på verdensplan. Gruppens sammensætning har ændret sig meget igennem årene og har inkluderet både sangere og violinist€r. Den blev grundlagt med Chloë Agnew, Órla Fallon, Lisa Kelly, Méav Ní Mhaolchatha og Máiréad Nesbitt, men bestod i juli 2023 af Mairéad Carlin, Tara McNeill, Muirgen O'Mahony og Emma Warren. De er blevet beskrevet som værende "Riverdance for stemmen."
Celtic Woman har modtaget Billboard World Album Artist of the Year seks gange.

## Medlemmer
Nuværende medlemmer (juli 2023)
- Mairéad Carlin
- Tara McNeill
- Muirgen O'Mahony
- Emma Warren

Tidligere medlemmer
- Chloë Agnew
- Órla Fallon
- Lynn Hilary
- Lisa Kelly
- Lisa Lambe
- Susan McFadden
- Éabha McMahon
- Méav Ní Mhaolchatha
- Máiréad Nesbitt
- Deirdre Shannon
- Alex Sharpe
- Hannah Traynor
- Megan Walsh
- Hayley Westenra

Tidlinje

## Diskografi
| Titel                                                     | Albumdetaljer                                                                  | Højeste hitlisteplaceringer | Højeste hitlisteplaceringer | Højeste hitlisteplaceringer | Højeste hitlisteplaceringer | Certificeringer                        |
| Titel                                                     | Albumdetaljer                                                                  | AUS                         | UK                          | US                          | JAP                         | Certificeringer                        |
| --------------------------------------------------------- | ------------------------------------------------------------------------------ | --------------------------- | --------------------------- | --------------------------- | --------------------------- | -------------------------------------- |
| Celtic Woman                                              | - Released: 1 March 2005 - Formats: CD, DVD - Region: International            | 55                          |                             |                             |                             | - ARIA: Guld (CD) - ARIA: Platin (DVD) |
| A Christmas Celebration                                   | - Released: 3 October 2006 - Formats: CD, DVD - Region: International          |                             |                             |                             |                             |                                        |
| A New Journey                                             | - Released: 30 January 2007 - Formats: CD, DVD - Region: International         | 68                          |                             |                             |                             | - ARIA: Platin (DVD)                   |
| A Celtic Family Christmas                                 | - Released: 14 October 2008 - Formats: CD - Region: United States              |                             |                             |                             |                             |                                        |
| The Greatest Journey                                      | - Released: 28 October 2008 - Formats: CD, DVD - Region: International         |                             |                             |                             |                             |                                        |
| Songs from the Heart                                      | - 26 January 2010 - Formats: CD, DVD - Region: International                   | 48                          | 122                         |                             |                             | - ARIA: Platin (DVD)                   |
| Lullaby                                                   | - 15 February 2011 - Formats: CD - Region: International                       |                             |                             |                             |                             |                                        |
| Believe (compilation)                                     | - 25 May 2011 - Formats: CD - Region: Japan                                    |                             |                             |                             |                             |                                        |
| An Irish Journey                                          | - 3 October 2011 - Formats: CD - Region: Europe                                |                             |                             |                             |                             |                                        |
| A Celtic Christmas                                        | - 25 November 2011 - Formats: CD - Region: Europe                              |                             |                             |                             |                             |                                        |
| Believe                                                   | - 24 January 2012 - Formats: CD, DVD - Region: International (except Japan)    |                             |                             |                             |                             |                                        |
| Home for Christmas                                        | - 9 October 2012 - Formats: CD, DVD, Blu-ray - Region: International           |                             |                             |                             |                             |                                        |
| Silent Night                                              | - 9 October 2012 - Formats: CD - Region: United States                         |                             |                             |                             |                             |                                        |
| Emerald – Musical Gems                                    | - 24 February 2014 - Formats: CD, DVD, Blu-ray - Region: International         |                             |                             |                             |                             |                                        |
| O Christmas Tree                                          | - 21 October 2014 - Formats: CD - Region: United States                        |                             |                             |                             |                             |                                        |
| Solo                                                      | - 29 May 2015 - Formats: CD - Region: International                            |                             |                             |                             |                             |                                        |
| Decade: The Songs, The Show, The Traditions, The Classics | - 10 July 2015 - Formats: CD - Region: International                           |                             |                             |                             |                             |                                        |
| Destiny                                                   | - 23 October 2015 - Formats: CD, DVD, Blu-ray - Region: International, Germany |                             |                             |                             |                             |                                        |
| Christmas                                                 | - 6 November 2015 - Formats: CD - Region: Europe                               |                             |                             |                             |                             |                                        |
| Voices of Angels                                          | - 18 November 2016 - Formats: CD - Region: International                       |                             |                             |                             |                             |                                        |
| The Best of Christmas                                     | - 24 November 2017 - Formats: CD - Region: International                       |                             |                             |                             |                             |                                        |
| Homecoming – Live from Ireland                            | - 25 November 2017 - Formats: CD, DVD - Region: International                  |                             |                             |                             |                             |                                        |
| Ancient Land                                              | - 28 September 2018 - Formats: CD, DVD, Blu-ray - Region: International        |                             |                             |                             |                             |                                        |
| The Magic of Christmas                                    | - 25 October 2019 - Formats: CD - Region: International                        |                             |                             |                             |                             |                                        |
| Celebration: 15 Years of Music and Magic                  | - 27 February 2020 - Formats: CD, DVD - Region: International                  |                             |                             |                             |                             |                                        |
| Postcards from Ireland                                    | - 29 October 2021 - Formats: CD, DVD - Region: International                   |                             |                             |                             |                             |                                        |
| Christmas Cards from Ireland (EP)                         | - 4 November 2022 - Formats: Digital - Region: International                   |                             |                             |                             |                             |                                        |
| 20                                                        | - 26 January 2024 - Formats: CD, DVD - Region: International                   |                             |                             |                             |                             |                                        |

## Turnéer
1. Celtic Woman: The Show (2005–2006)
2. A New Journey Tour (2007–2008)
3. Isle of Hope Tour (2009)
4. Songs from the Heart Tour (2010–2011)
5. A Christmas Celebration: The Symphony Tour (2011)
6. Believe Tour (2012–2013)
7. Home for Christmas Tour (2012–2016)
8. Emerald – Musical Gems Tour (2014)
9. 10th Anniversary Tour (2015)
10. Destiny Tour (2016)
11. Voices of Angels World Tour (2017–2018)
12. Homecoming Tour (2018)
13. The Best of Christmas Tour (2018)
14. Ancient Land Tour (2019)
15. The Magic of Christmas Tour (2019)
16. Celebration: 15th Anniversary Tour (2020) - cut short due to the COVID-19 pandemic
17. Postcards from Ireland Tour (2022)
18. A Christmas Symphony Tour (2022–2023)
19. 20th Anniversary Tour (2024)